# Paris-Camembert 2015
La 76e édition de Paris-Camembert a eu lieu le 5 avril 2015. La course fait partie du calendrier UCI Europe Tour 2015 en catégorie 1.1. C'est également la cinquième épreuve de la Coupe de France sur route.
L'épreuve a été remportée lors d'un sprint à deux par le Français Julien Loubet (Marseille 13 KTM) devant son compatriote Pierrick Fédrigo (Bretagne-Séché Environnement) et neuf secondes devant un groupe d'une trentaine de coureurs réglé au sprint par un autre Français Samuel Dumoulin (AG2R La Mondiale).
Le Français Nicolas Baldo (Vorarlberg) gagne quant à lui le classement de la montagne.

## Présentation

### Équipes
Classé en catégorie 1.1 de l'UCI Europe Tour, Paris-Camembert est par conséquent ouvert aux WorldTeams dans la limite de 50 % des équipes participantes, aux équipes continentales professionnelles, aux équipes continentales et aux équipes nationales.
Dix-sept équipes participent à ce Paris-Camembert - deux WorldTeams, neuf équipes continentales professionnelles et six équipes continentales :
| UCI WorldTeams   | UCI WorldTeams | UCI WorldTeams |
| Nom de l'équipe  | Pays           | Code           |
| ---------------- | -------------- | -------------- |
| AG2R La Mondiale | France         | ALM            |
| FDJ              | France         | FDJ            |

| Équipes continentales professionnelles | Équipes continentales professionnelles | Équipes continentales professionnelles |
| Nom de l'équipe                        | Pays                                   | Code                                   |
| -------------------------------------- | -------------------------------------- | -------------------------------------- |
| Androni Giocattoli-Sidermec            | Italie                                 | AND                                    |
| Bretagne-Séché Environnement           | France                                 | BSE                                    |
| Cofidis                                | France                                 | COF                                    |
| Colombia                               | Colombie                               | COL                                    |
| Cult Energy                            | Danemark                               | CLT                                    |
| Europcar                               | France                                 | EUC                                    |
| MTN-Qhubeka                            | Afrique du Sud                         | MTN                                    |
| Topsport Vlaanderen-Baloise            | Belgique                               | TSV                                    |
| UnitedHealthcare                       | États-Unis                             | UHC                                    |

| Équipes continentales   | Équipes continentales | Équipes continentales |
| Nom de l'équipe         | Pays                  | Code                  |
| ----------------------- | --------------------- | --------------------- |
| Armée de Terre          | France                | ADT                   |
| Auber 93                | France                | AUB                   |
| Marseille 13 KTM        | France                | M13                   |
| Roubaix Lille Métropole | France                | RLM                   |
| Vorarlberg              | Autriche              | VBG                   |
| Wallonie-Bruxelles      | Belgique              | WBC                   |

### Règlement de la course

#### Primes
Les vingt prix sont attribués suivant le barème de l'UCI,. Le total général des prix distribués est de 14 477 €.
| Position | 1er     | 2e      | 3e      | 4e    | 5e    | 6e    | 7e    | 8e    | 9e    | 10e à 20e |
| Prix     | 5 785 € | 2 895 € | 1 445 € | 715 € | 580 € | 433 € | 433 € | 287 € | 287 € | 147 €     |

## Classements

### Classement final
| Classement final | Classement final    | Classement final | Classement final             | Classement final   |
|                  | Coureur             | Pays             | Équipe                       | Temps              |
| ---------------- | ------------------- | ---------------- | ---------------------------- | ------------------ |
| 1er              | Julien Loubet       | France           | Marseille 13 KTM             | en 4 h 51 min 46 s |
| 2e               | Pierrick Fédrigo    | France           | Bretagne-Séché Environnement | + 0 s              |
| 3e               | Samuel Dumoulin     | France           | AG2R La Mondiale             | + 9 s              |
| 4e               | Kévin Ledanois      | France           | Bretagne-Séché Environnement | + 9 s              |
| 5e               | Yukiya Arashiro     | Japon            | Europcar                     | + 9 s              |
| 6e               | Maxime Renault      | France           | Auber 93                     | + 9 s              |
| 7e               | Kristian Sbaragli   | Italie           | MTN-Qhubeka                  | + 9 s              |
| 8e               | Anthony Geslin      | France           | FDJ                          | + 9 s              |
| 9e               | Sébastien Delfosse  | Belgique         | Wallonie-Bruxelles           | + 9 s              |
| 10e              | Evaldas Šiškevičius | Lituanie         | Marseille 13 KTM             | + 9 s              |
| modifier         |                     |                  |                              |                    |

### Classements annexes
| \| Classement de la montagne[2] \| Classement de la montagne[2] \| Classement de la montagne[2] \| Classement de la montagne[2] \| Classement de la montagne[2] \| \| ---------------------------- \| ---------------------------- \| ---------------------------- \| ---------------------------- \| ---------------------------- \| \| \| Coureur \| Pays \| Équipe \| Point(s) \| \| 1er \| Nicolas Baldo \| France \| Vorarlberg \| 35 points \| \| 2e \| Michael Carbel Svendgaard \| Danemark \| Cult Energy \| 31 pts \| \| 3e \| Pierrick Fédrigo \| France \| Bretagne-Séché Environnement \| 15 pts \| \| modifier \| \| \| \| \| |                           |          |                              |           |
| Classement de la montagne |                           |          |                              |           |
| | Coureur                   | Pays     | Équipe                       | Point(s)  |
| 1er | Nicolas Baldo             | France   | Vorarlberg                   | 35 points |
| 2e | Michael Carbel Svendgaard | Danemark | Cult Energy                  | 31 pts    |
| 3e | Pierrick Fédrigo          | France   | Bretagne-Séché Environnement | 15 pts    |
| modifier |                           |          |                              |           |

### UCI Europe Tour
Ce Paris-Camembert attribue des points pour l'UCI Europe Tour 2015, par équipes seulement aux coureurs des équipes continentales professionnelles et continentales, individuellement à tous les coureurs sauf ceux faisant partie d'une équipe ayant un label WorldTeam.
| Position,          | 1er | 2e | 3e | 4e | 5e | 6e | 7e | 8e | 9e | 10e | 11e | 12e |
| Classement général | 80  | 56 | 32 | 24 | 20 | 16 | 12 | 8  | 7  | 6   | 5   | 3   |

## Liste des participants
- Liste de départ complète

| Légende | Légende                                                                    | Légende | Légende                                                    |
| ------- | -------------------------------------------------------------------------- | ------- | ---------------------------------------------------------- |
| Num     | Dossard de départ porté par le coureur sur ce Paris-Camembert              | Pos     | Position à l'arrivée de la course                          |
|         | Indique un maillot de champion national ou mondial, suivi de sa spécialité | NP      | Indique un coureur qui n'a pas pris le départ de la course |
| AB      | Indique un coureur qui n'a pas terminé la course                           | HD      | Indique un coureur qui a terminé la course hors des délais |

| Europcar EUC                        | Europcar EUC           | Europcar EUC |
| ----------------------------------- | ---------------------- | ------------ |
| Num                                 | Coureur                | Pos          |
| 1                                   | Yukiya Arashiro (JPN)  | 5e           |
| 2                                   | Jérôme Cousin (FRA)    | 69e          |
| 3                                   | Alexandre Pichot (FRA) | 63e          |
| 4                                   | Thomas Boudat (FRA)    | 58e          |
| 5                                   | Thomas Voeckler (FRA)  | 40e          |
| 6                                   | Maxime Méderel (FRA)   | 31e          |
| 7                                   | Pierre Rolland (FRA)   | 32e          |
| Directeur sportif : Lylian Lebreton |                        |              |

| Roubaix Lille Métropole RLM         | Roubaix Lille Métropole RLM | Roubaix Lille Métropole RLM |
| ----------------------------------- | --------------------------- | --------------------------- |
| Num                                 | Coureur                     | Pos                         |
| 11                                  | Julien Antomarchi (FRA)     | 24e                         |
| 12                                  | Dieter Bouvry (BEL)         | 105e                        |
| 13                                  | Timothy Dupont (BEL)        | 45e                         |
| 14                                  | Rudy Kowalski (FRA)         | AB                          |
| 15                                  | Jérémy Leveau (FRA)         | 62e                         |
| 16                                  | Jimmy Turgis (FRA)          | 11e                         |
| 17                                  | Maxime Vantomme (BEL)       | 95e                         |
| Directeur sportif : Gilles Pauchard |                             |                             |

| Bretagne-Séché Environnement BSE  | Bretagne-Séché Environnement BSE | Bretagne-Séché Environnement BSE |
| --------------------------------- | -------------------------------- | -------------------------------- |
| Num                               | Coureur                          | Pos                              |
| 21                                | Jean-Marc Bideau (FRA)           | 61e                              |
| 22                                | Anthony Delaplace (FRA)          | 12e                              |
| 23                                | Pierrick Fédrigo (FRA)           | 2e                               |
| 24                                | Brice Feillu (FRA)               | 66e                              |
| 25                                | Kévin Ledanois (FRA)             | 4e                               |
| 26                                | Pierre-Luc Périchon (FRA)        | 20e                              |
| 27                                | Florian Vachon (FRA)             | 39e                              |
| Directeur sportif : Denis Leproux |                                  |                                  |

| Cult Energy CLT                  | Cult Energy CLT                 | Cult Energy CLT |
| -------------------------------- | ------------------------------- | --------------- |
| Num                              | Coureur                         | Pos             |
| 31                               | Russell Downing (GBR)           | 44e             |
| 32                               | Gustav Larsson (SWE)            | 75e             |
| 33                               | Romain Lemarchand (FRA)         | AB              |
| 34                               | Karel Hník (CZE)                | 82e             |
| 35                               | Michael Carbel Svendgaard (DEN) | 98e             |
| 36                               | Christian Mager (GER)           | 101e            |
| 37                               | Joël Zangerlé (LUX)             | 49e             |
| Directeur sportif : Luke Roberts |                                 |                 |

| FDJ                               | FDJ                     | FDJ |
| --------------------------------- | ----------------------- | --- |
| Num                               | Coureur                 | Pos |
| 41                                | Anthony Geslin (FRA)    | 8e  |
| 42                                | Arnaud Courteille (FRA) | 99e |
| 43                                | Laurent Pichon (FRA)    | 41e |
| 44                                | Anthony Roux (FRA)      | 78e |
| 45                                | Olivier Le Gac (FRA)    | 37e |
| 46                                | Benoît Vaugrenard (FRA) | 30e |
| 47                                | Arthur Vichot (FRA)     | 42e |
| Directeur sportif : Franck Pineau |                         |     |

| UnitedHealthcare UHC               | UnitedHealthcare UHC    | UnitedHealthcare UHC |
| ---------------------------------- | ----------------------- | -------------------- |
| Num                                | Coureur                 | Pos                  |
| 51                                 | Marco Canola (ITA)      | 17e                  |
| 52                                 | Robert Förster (GER)    | 72e                  |
| 53                                 | John Murphy (USA)       | 46e                  |
| 54                                 | Tanner Putt (USA)       | 102e                 |
| 55                                 | Hilton Clarke (AUS)     | 52e                  |
| 56                                 | Kiel Reijnen (USA)      | 80e                  |
| 57                                 | Daniel Summerhill (USA) | 103e                 |
| Directeur sportif : Hendrik Redant |                         |                      |

| Marseille 13 KTM M13                    | Marseille 13 KTM M13       | Marseille 13 KTM M13 |
| --------------------------------------- | -------------------------- | -------------------- |
| Num                                     | Coureur                    | Pos                  |
| 61                                      | Alexandre Blain (FRA)      | 90e                  |
| 62                                      | Julien El Fares (FRA)      | 19e                  |
| 63                                      | Rémy Di Grégorio (FRA)     | 29e                  |
| 64                                      | Julien Loubet (FRA)        | 1er                  |
| 65                                      | Clément Saint-Martin (FRA) | 25e                  |
| 66                                      | Evaldas Šiškevičius (LTU)  | 10e                  |
| 67                                      | Grégoire Tarride (FRA)     | 104e                 |
| Directeur sportif : Freddy Lecarpentier |                            |                      |

| AG2R La Mondiale ALM                 | AG2R La Mondiale ALM    | AG2R La Mondiale ALM |
| ------------------------------------ | ----------------------- | -------------------- |
| Num                                  | Coureur                 | Pos                  |
| 71                                   | Jan Bakelants (BEL)     | 34e                  |
| 72                                   | Christophe Riblon (FRA) | 84e                  |
| 73                                   | Maxime Daniel (FRA)     | 81e                  |
| 74                                   | Samuel Dumoulin (FRA)   | 3e                   |
| 75                                   | Patrick Gretsch (GER)   | 36e                  |
| 76                                   |                         |                      |
| 77                                   |                         |                      |
| Directeur sportif : Artūras Kasputis |                         |                      |

| Cofidis COF                     | Cofidis COF              | Cofidis COF |
| ------------------------------- | ------------------------ | ----------- |
| Num                             | Coureur                  | Pos         |
| 81                              | Nacer Bouhanni (FRA)     | 15e         |
| 82                              | Kenneth Vanbilsen (BEL)  | AB          |
| 83                              | Loïc Chetout (FRA)       | 68e         |
| 84                              | Christophe Laporte (FRA) | 67e         |
| 85                              | Luis Ángel Maté (ESP)    | 22e         |
| 86                              | Dominique Rollin (CAN)   | 51e         |
| 87                              | Geoffrey Soupe (FRA)     | 33e         |
| Directeur sportif : Didier Rous |                          |             |

| Androni Giocattoli-Sidermec AND     | Androni Giocattoli-Sidermec AND | Androni Giocattoli-Sidermec AND |
| ----------------------------------- | ------------------------------- | ------------------------------- |
| Num                                 | Coureur                         | Pos                             |
| 91                                  |                                 |                                 |
| 92                                  | Marco Benfatto (ITA)            | 77e                             |
| 93                                  | John Ebsen (DEN)                | 96e                             |
| 94                                  | Carlos Gálviz (VEN)             | 83e                             |
| 95                                  | Simone Stortoni (ITA)           | 35e                             |
| 96                                  | Alessio Taliani (ITA)           | 59e                             |
| 97                                  |                                 |                                 |
| Directeur sportif : Roberto Miodini |                                 |                                 |

| Wallonie-Bruxelles WBC                | Wallonie-Bruxelles WBC   | Wallonie-Bruxelles WBC |
| ------------------------------------- | ------------------------ | ---------------------- |
| Num                                   | Coureur                  | Pos                    |
| 101                                   | Maxime Anciaux (BEL)     | 91e                    |
| 102                                   | Sébastien Delfosse (BEL) | 9e                     |
| 103                                   | Tom Dernies (BEL)        | 89e                    |
| 104                                   | Grégory Habeaux (BEL)    | 50e                    |
| 105                                   | Kevyn Ista (BEL)         | 65e                    |
| 106                                   | Olivier Chevalier (BEL)  | 100e                   |
| 107                                   | Thomas Wertz (BEL)       | 87e                    |
| Directeur sportif : Frédéric Amorison |                          |                        |

| MTN-Qhubeka MTN                    | MTN-Qhubeka MTN         | MTN-Qhubeka MTN |
| ---------------------------------- | ----------------------- | --------------- |
| Num                                | Coureur                 | Pos             |
| 111                                | Kristian Sbaragli (ITA) | 7e              |
| 112                                | Serge Pauwels (BEL)     | 60e             |
| 113                                | Louis Meintjes (RSA)    | 94e             |
| 114                                | Adrien Niyonshuti (RWA) | 92e             |
| 115                                | Merhawi Kudus (ERI)     | 54e             |
| 116                                | Johann van Zyl (RSA)    | 53e             |
| 117                                | Natnael Berhane (ERI)   | 55e             |
| Directeur sportif : Alex Sans Vega |                         |                 |

| Topsport Vlaanderen-Baloise TSV    | Topsport Vlaanderen-Baloise TSV | Topsport Vlaanderen-Baloise TSV |
| ---------------------------------- | ------------------------------- | ------------------------------- |
| Num                                | Coureur                         | Pos                             |
| 121                                | Stijn Steels (BEL)              | 85e                             |
| 122                                | Amaury Capiot (BEL)             | AB                              |
| 123                                | Moreno De Pauw (BEL)            | AB                              |
| 124                                | Jonas Rickaert (BEL)            | 73e                             |
| 125                                | Tim Declercq (BEL)              | 48e                             |
| 126                                | Jef Van Meirhaeghe (BEL)        | AB                              |
| 127                                | Victor Campenaerts (BEL)        | 14e                             |
| Directeur sportif : Andy Missotten |                                 |                                 |

| Auber 93 AUB                         | Auber 93 AUB             | Auber 93 AUB |
| ------------------------------------ | ------------------------ | ------------ |
| Num                                  | Coureur                  | Pos          |
| 131                                  | César Bihel (FRA)        | 21e          |
| 132                                  | Guillaume Levarlet (FRA) | 13e          |
| 133                                  | Maxime Renault (FRA)     | 6e           |
| 134                                  | Julien Guay (FRA)        | 23e          |
| 135                                  | Alo Jakin (EST) (Route)  | 47e          |
| 136                                  | Steven Tronet (FRA)      | 64e          |
| 137                                  | Théo Vimpère (FRA)       | 28e          |
| Directeur sportif : Stéphane Javalet |                          |              |

| Vorarlberg VBG                  | Vorarlberg VBG           | Vorarlberg VBG |
| ------------------------------- | ------------------------ | -------------- |
| Num                             | Coureur                  | Pos            |
| 141                             | Nicolas Baldo (FRA)      | 74e            |
| 142                             | Víctor de la Parte (ESP) | 26e            |
| 143                             | Manuel Schreiber (AUT)   | NP             |
| 144                             | Patrick Jäger (AUT)      | 97e            |
| 145                             | Christoph Springer (GER) | 76e            |
| 146                             | Clément Koretzky (FRA)   | 18e            |
| 147                             | Nicolas Winter (SUI)     | 79e            |
| Directeur sportif : Spas Gyurov |                          |                |

| Colombia COL                        | Colombia COL              | Colombia COL |
| ----------------------------------- | ------------------------- | ------------ |
| Num                                 | Coureur                   | Pos          |
| 151                                 | Edwin Ávila (COL)         | 93e          |
| 152                                 | Juan Pablo Valencia (COL) | 88e          |
| 153                                 | Leonardo Duque (COL)      | 38e          |
| 154                                 | Sebastián Molano (COL)    | AB           |
| 155                                 | Cayetano Sarmiento (COL)  | 86e          |
| 156                                 | Carlos Ramírez (COL)      | AB           |
| 157                                 |                           |              |
| Directeur sportif : Oliverio Rincón |                           |              |

| Armée de Terre ADT               | Armée de Terre ADT   | Armée de Terre ADT |
| -------------------------------- | -------------------- | ------------------ |
| Num                              | Coureur              | Pos                |
| 161                              | Romain Combaud (FRA) | 16e                |
| 162                              | Julien Duval (FRA)   | 43e                |
| 163                              | Yann Guyot (FRA)     | 56e                |
| 164                              | Romain Le Roux (FRA) | 71e                |
| 165                              | Kévin Lebreton (FRA) | 70e                |
| 166                              | Jérôme Mainard (FRA) | 57e                |
| 167                              | Quentin Pacher (FRA) | 27e                |
| Directeur sportif : Jimmy Casper |                      |                    |